# Джек (павиан)
Джек (ум. 1890) — медвежий павиан, живший в Южной Африке и прославившийся как помощник железнодорожного сигнальщика-инвалида.
Джек был питомцем и помощником безногого сигнальщика Джеймса Эдвина Уайда, который работал на Кейптаунской государственной железнодорожной ветке сначала охранником, а затем сигнальщиком. Джеймс Уайд по прозвищу Прыгун был известен своими прыжками между вагонами — до несчастного случая, когда он, упав, попал под поезд и в итоге лишился обеих ног. Ища возможности продолжать исполнение своих обязанностей, Уайд приобрёл себе в помощь обезьяну: павиан по кличке Джек, увиденный в клетке на рынке, показался ему смышлёным. Наблюдения Джеймса подтвердились: вскоре Джек под его руководством освоил многие навыки — подносил хозяину воду, делал уборку в его комнате, стал толкать инвалидную коляску. Вскоре павиан научился даже переводить стрелки для изменения движения поездов и управлять железнодорожным семафором. Первоначально Джек производил эти действия только по команде Уайда и под его наблюдением, но через какое-то время смог осуществлять их полностью самостоятельно.
После того как от пассажиров стали поступать сообщения, что на станции в Эйтенхахе около города Порт-Элизабет железнодорожным семафором управляет обезьяна, администрация железной дороги открыла по этому поводу официальное расследование.
В конце концов, несмотря на первоначальное скептическое отношение, железнодорожное управление решило официально принять Джека на работу, после того как специальная комиссия проверила его компетентность в исполнении должностных обязанностей. Павиану назначили ежедневное жалованье в размере двадцати центов, и полведра пива каждую субботу. Неоднократно сообщалось, что за все время работы на железной дороге Джек ни разу не допустил ошибки.
После девяти лет службы Джек скончался от туберкулёза в 1890 году. Джеймс сильно горевал о смерти друга. Череп знаменитого медвежьего павиана находится в коллекции музея Олбани в Грэхэмстауне. В здании старой станции Эйтенхахе выставлены фотографии Джека.